# کازوکی یائو
کازوکی یائو (انگلیسی: Kazuki Yao; ۱۷ ژوئن ۱۹۵۹ – ) صداپیشگی در ژاپن، و بازیگر اهل ژاپن بود. وی از سال ۱۹۷۰ میلادی تاکنون مشغول فعالیت بوده‌است.